# Карпатский экономический район

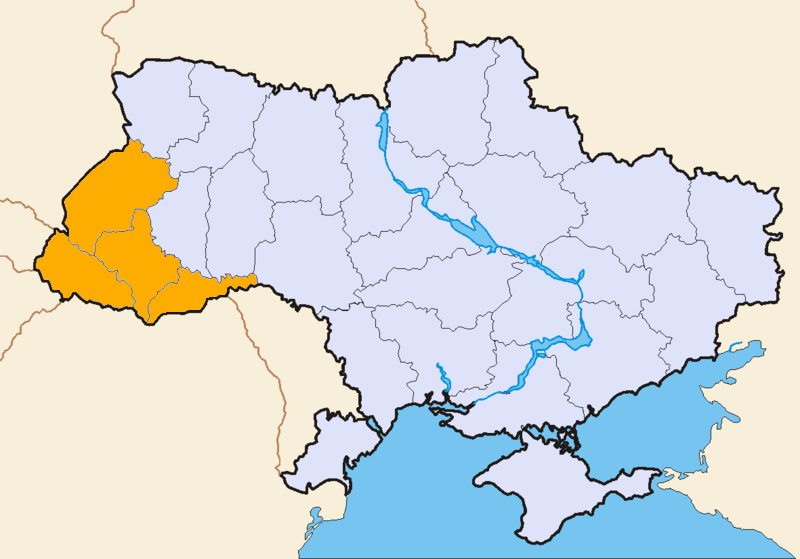
Карпатский экономический район на карте Украины

Карпатский экономический район (укр. Карпатський економічний район) — один из девяти экономических районов Украины, расположен на западе Украины. В состав входят: 
- Львовская область
- Ивано-Франковская область
- Закарпатская область
- Черновицкая область.

Площадь района составляет 56,6 тыс. км (9,4 % территории страны), из них Львовская область занимает 21,8 тыс. км, Ивано-Франковская — 13,9 тыс. Км, Закарпатская — 12,8 тыс. Км, Черновицкая — 8,1 тыс. км² 
Карпатский район граничит с Польшей, Румынией, Молдовой, Венгрией и Словакией, что приводит выгодность его географического положения. Связи с западными соседями прослеживаются как на производственном уровне, так и в сфере культуры, в особенностях национального состава района. По территории района проходят важнейшие транспортные пути.

## География
Он снабжен самыми разнообразными природными ресурсами: 
- водными (наиболее многочисленные и менее загрязнены, они используются в основном для получения гидроэнергии на небольших электростанциях, для нужд промышленности и коммунального водоснабжения)
- лесными (лесистость экономического района самая высокая в Украине)
- минеральными (нефть, газ, каменный и бурый уголь, калийные соли, торф, ртуть, самородная сера, фосфориты, строительный камень (мрамор, базальт), озокерит и др.)
- земельными (земельный фонд низкие показатели уровня сельскохозяйственной освоенности, распаханности и плодородия почв).

Месторождения некоторых ископаемых имеющиеся только здесь и имеют исключительную ценность для страны. 

## Сельское хозяйство
Сельское хозяйство Карпатского социально-экономического района специализируется на производстве зерна, сахарной свеклы, льна-долгунца, мясо-молочном и мясо-шерстяном животноводстве. Среди зерновых наибольшее значение имеют озимая пшеница, ячмень, кукуруза, выращивают также рожь, овес, гречку, с зернобобовых — сою, горох, вику и др. Ведущая техническая культура в подольской части района — сахарная свекла, в Предкарпатском — лен. Выращивают картофель преимущественно в домашних и подсобных хозяйствах. Важными отраслями сельскохозяйственного производства в районе стало садоводство, виноградарство. Наибольше их площадь в Закарпатской и Черновицкой областях. Животноводство имеет следующие основные направления — молочно-мясное скотоводство, свиноводство, птицеводство, в горной части района развито овцеводство мясо-шерстного направления. В Карпатах широкое развитие получило пчеловодство, а показатели производительности прудового рыбоводства — одни из самых высоких среди регионов Украины. 

## Транспорт
Ведущие виды транспорта: железнодорожный, автомобильный, трубопроводный. Плотность железных дорог и автодорог является одной из самых высоких в Украине. Крупнейшие железнодорожные узлы: Львов, Чоп, Стрый, Красное. Во Львове, Черновцах и Ивано-Франковске есть аэропорты. Через район проходит ряд магистральных нефте- и газо- проводов из России в страны Европы. Есть нефтепровод Одесса — Броды. 

## Демография
- Население края составляет по данным последней переписи — 6 089,5 тыс. Человек (Львовщина — 2 605,96; Ивано-Франковская — 1 406,13; Закарпатье — 1 254,61; Буковина — 919,03).
- Соотношение городского/сельского населения -— 2 948,8 / 3 237,0 (Львовщина — 1 534,0/1 072,0; Ивано-Франковская — 586,1/820,0; Закарпатье — 460,4/794,2; Буковина — 368,3/550,8).
- Территория — 56 600 км (Львовщина — 21800 км²; Ивано-Франковская — 13 900 км²; Закарпатье — 12 800 км²; Буковина — 8100 км²).
- Плотность населения — 103,3 человека на км². Район занимает второе место (после Донецкого) по плотности населения.
- Показатели рождаемости и естественного прироста являются одними из самых высоких в районе.

Урбанизированная территория с большим количеством городов и поселков городского типа. На территории края находятся урбанизированные скопление городов и сел: Львовская агломерация, Ивано-Франковская агломерация, Ужгород-Мукачевский агломерация, Черновицкая агломерация, Дрогобычский агломерация, Червоноградская агломерация, Самборский агломерация, Стрыйская агломерация, Коломийская агломерация, Хустская агломерация. 
Львов — второй по значимости украинский культурный центр после Киева. 
Территория края охватывает Галичину, Буковину и Закарпатье. В горных районах живут самобытные группы украинской нации: Бойки, гуцулы и частично лемки. 

### Трудовые ресурсы
Район является трудоизбыточных и характеризуется значительной эмиграцией населения, особенно молодежи, обусловленная ограниченностью мест приложения рабочей силы. По национальному составу преобладают украинцы — около 90%, но район является многонациональным. 

## Рекреационное значение
В районе функционирует рекреационный комплекс общегосударственного значения. Рекреационные ресурсы: мягкий климат, горные ландшафты, разнообразные источники минеральных вод, лечебные грязи . В районе 93 санатории и 10 домов отдыха. 
Основные курорты: во Львовской области — Трускавец, Моршин, Немиров, в Ивано-Франковской области — Яремче, Верховина, Ворохта. 

## Природоохранные территории
Природоохранные территории: 1424 территории и объекты природозаповедного фонда (211,8 тыс. га). Созданный Карпатский национальный природный парк. 
Объекты местного значения: 65 заказников, 815 памятников природы, 123 парки — памятники садово-паркового искусства, 315 заповедных урочищ. 

## Особенности развития хозяйства
По экономическому направлению Карпатский экономический район является аграрно-индустриальным. Доля валовой продукции промышленности Карпатского экономического района составляет 4.0% общегосударственного объема, а сельского хозяйства — более 12%. В отраслевой структуре хозяйства района преобладают материалоемкие и энергоемкие отрасли: горно-химическая, лесохимическая и деревообрабатывающая, химическая (кислоты, удобрения, хим. волокна, полиэтилен), фармацевтическая, сахарная, спиртовая, винодельческая, овоще-консервная, мясная, молочная, сыродельная, мукомольная, крупяная. Представлены также трудоемкие отрасли машиностроения. 

## Проблемы и перспективы развития
Главными проблемами современного развития Карпатского экономического района является снижение объемов промышленного производства, и как следствие, высокий уровень безработицы. Серьезной проблемой является также состояние окружающей среды. В последнее время здесь часто повторяются природные и техногенные аварии. При наличии инвестиций Карпатский экономический район может развивать машиностроение и трудоемкие производства. Перспективным направлением использования приграничных территорий является создание своеобразных экономических Еврорегионов в Закарпатской, Львовской и Черновицкой областях. Перспективной отраслью в районе является рекреационная, а поэтому привлечение инвестиций может превратить район в мощный регион международного туризма. 